# Zaizen Keiichi
Keiichi Zaizen (sinh ngày 17 tháng 6 năm 1968) là một cầu thủ bóng đá người Nhật Bản.

## Sự nghiệp câu lạc bộ
Keiichi Zaizen đã từng chơi cho Yokohama Marinos, Kashiwa Reysol và Consadole Sapporo.